# Beratende Versammlung (Mecklenburg-Vorpommern)
Die Beratende Versammlung Mecklenburg-Vorpommern war ein ernanntes Vorparlament im 1945 neu geschaffenen Land Mecklenburg-Vorpommern entsprechend den Ernannten Landtagen in den anderen Ländern Deutschlands.
Um den Wiederaufbau der staatlichen Ordnung nach dem Zweiten Weltkrieg in der Sowjetischen Besatzungszone zu ermöglichen, wurden 1946 in den Ländern der SBZ durch die Sowjetische Militäradministration in Deutschland (SMAD) Beratende Versammlungen ins Leben gerufen. Die Beratende Versammlung Mecklenburg-Vorpommerns wurde bereits im gleichen Jahr durch den Landtag Mecklenburg-Vorpommern abgelöst.

## Vorgehen und Prinzipien
Eine erste wichtige Grundlage für den Aufbau neuer politischer Strukturen war das Potsdamer Abkommen vom 2. August 1945. Dieses sah die Wiederherstellung der lokalen Selbstverwaltung, aber auch von Wahlvertretungen auf Gemeinde-, Kreis-, Provinzial- und Landesebene vor.
Der Aufbau der staatlichen Strukturen nach dem Zusammenbruch erfolgte von der kommunalen Ebene über die Landesebene und zuletzt auf Ebene der SBZ.
Am 9. Juli 1945 verfügte die SMAD die Gründung der Länder Mecklenburg-Vorpommern (später in Mecklenburg umbenannt), Sachsen und Sachsen-Anhalt sowie der Provinzen Brandenburg und Thüringen innerhalb der SBZ. Etwa ein Jahr später folgte die Ernennung der Mitglieder und Einberufung der Beratenden Versammlung Mecklenburg-Vorpommern gemäß dem "Gesetz Nr. 2 über die Bildung "beratender Versammlungen" bei der Landesverwaltung, den Kreis-, Stadt- und Gemeindeverwaltungen" vom 5. Juni 1946".
Die Auswahl der Mitglieder richtete sich nicht nach den Ergebnissen der Kommunalwahlen des Jahres 1946, sondern nahm wesentliche Prinzipien der Landtagswahlen nach Einheitslisten vorweg:
1. Der Anspruch der SED auf eine führende Rolle wurde durch die Nominierung einer Mehrheit von SED-Mitgliedern sichergestellt.
2. Die Mitglieder der SED traten formal zu einem großen Teil nicht namens der SED, sondern als Mitglieder der Massenorganisationen in die Beratende Versammlung ein.
3. Die Verteilung der Mandate auf Parteien und Massenorganisationen war vorab festgelegt.
4. Eine wirksame Oppositionsarbeit sollte verhindert werden.[2]

## Verteilung der Mandate
Die Verteilung der 70 Mandate wurde durch die SMAD am 13. Juni 1946 wie folgt festgelegt:
| Partei                       | Sitze      |
| ---------------------------- | ---------- |
| SED                          | 10 Mandate |
| LDPD                         | 10 Mandate |
| CDU                          | 10 Mandate |
| FDGB                         | 10 Mandate |
| FDJ                          | 5 Mandate  |
| VdgB                         | 5 Mandate  |
| Kulturbund                   | 5 Mandate  |
| DFD                          | 5 Mandate  |
| Industrie- und Handelskammer | 5 Mandate  |
| Handwerkskammern             | 5 Mandate  |

Die genannten Organisationen waren zwar frei darin, Kandidaten vorzuschlagen. Jedoch oblag es letztlich der SMAD, den Vorschlägen zu folgen oder sie abzulehnen. Instrument der Verweigerung war die Vorschrift, dass nur Personen zum Mitglied ernannt werden durften, die nachweislich eine „entschiedene antifaschistische und demokratische Gesinnung“ aufwiesen.

## Arbeit
Die Beratende Versammlung Mecklenburg-Vorpommern trat nur zweimal zusammen. Auf der konstituierenden Sitzung am 29. Juli 1946 wurde folgendes Präsidium gewählt:
- Vorsitzender: Carl Moltmann (SED)
- Stellvertretender Vorsitzender: Reinhold Lobedanz (CDU)
- Beisitzer: Ernst Harzmann (LDP)
- Beisitzer: Herta Geffke (SED)
- Beisitzer: Friedrich Wehmer (VdgB, SED)[4]